# Ylämaa
Ylämaa è un ex-comune finlandese di 1 515 abitanti, situato nella regione della Carelia Meridionale.
Questo piccolo comune rurale è noto soprattutto per la spettrolite, una gemma grezza che si trova soltanto in questa zona. Questa pietra scura, che è una varietà della labradorite, brilla di tutti i colori dello spettro.
La chiesa di Ylämaa, nel centro della cittadina, fu costruita nel 1931 e presenta un'insolita facciata realizzata parzialmente in spettrolite.
Nel 2010 il comune è stato sciolto e accorpato alla città di Lappeenranta